# American Railroad Company
La American Railroad Company (ARR, en español: Compañía Americana de Ferrocarriles) era propietaria y operaba un ferrocarril en Puerto Rico.

## Historia
La ARR se creó en 1902 para hacerse cargo de 270 km (168 millas) de vías férreas que existían cuando Estados Unidos invadió Puerto Rico en 1898. [1] Fue reorganizado en 1947 como Puerto Rico Railroad & Transport Co. Suspendió el servicio de pasajeros en 1953 y terminó todas las operaciones ferroviarias en 1957. [2]